# ألفريدو دا سيلفا
ألفريدو دا سيلفا (بالإسبانية: Alfredo Da Silva)‏ هو رسام بوليفي، ولد في 20 فبراير 1935.